# 小行星7375
小行星7375是一颗围绕太阳公转的小行星。1980年8月14日，茲丹卡·瓦弗洛娃在克萊季发现了此天体。
这颗小行星的绝对星等为353.5021344583377等。